# Ла-Сен-сюр-Мер-1
Ла-Сен-сюр-Мер-1 (фр. La Seyne-sur-Mer-1) — кантон на юго-востоке Франции, в регионе Прованс — Альпы — Лазурный Берег (департамент — Вар, округ Тулон). Кантон образован 22 марта 2015 года в качестве административного центра для части единственной коммуны округа Тулон департамента Вар, которая ранее была поделена между кантонами Ла-Сен-сюр-Мер и Сен-Мандрие-сюр-Мер.

## Историческая справка
Кантон Ла-Сен-сюр-Мер-1 — новая единица административно-территориального деления Франции (департамент Вар, округ Тулон), созданная декретом от 27 февраля 2014 года. Новая норма административного деления вступила в силу на первых региональных (территориальных) выборах (новый тип выборов во Франции). Таким образом, единые территориальные выборы заменяют два вида голосования, существовавших до сих пор: региональные выборы и кантональные выборы (выборы генеральных советников). Первые выборы такого типа, на которых избирают одновременно и региональных советников (членов парламентов французских регионов) и генеральных советников (членов парламентов французских департаментов) состоялись в Ла-Сен-сюр-Мере 22 марта 2015 года. Эта дата официально считается датой создания нового кантона. Начиная с этих выборов, советники избираются по смешанной системе (мажоритарной и пропорциональной). Избиратели каждого кантона выбирают Совет департамента (новое название генерального Совета): двух советников разного пола. Этот новый механизм голосования потребовал перераспределения коммун по кантонам, количество которых в департаменте уменьшилось вдвое с округлением итоговой величины вверх до нечётного числа в соответствии с условиями минимального порога, определённого статьёй 4 закона от 17 мая 2013 года. В результате пересмотра общее количество кантонов департамента Вар в 2015 году уменьшилось с 43 до 23.
Советники департаментов избираются сроком на 6 лет. Выборы территориальных и генеральных советников проводят по смешанной системе: 80 % мест распределяется по мажоритарной системе и 20 % — по пропорциональной системе на основе списка департаментов. В соответствии с действующей во Франции избирательной системой для победы на выборах кандидату в первом туре необходимо получить абсолютное большинство голосов (то есть больше половины голосов из числа не менее 25 % зарегистрированных избирателей). В случае, когда по результатам первого тура ни один кандидат не набирает абсолютного большинства голосов, проводится второй тур голосования. К участию во втором туре допускаются только те кандидаты, которые в первом туре получили поддержку не менее 12,5 % от зарегистрированных и проголосовавших «за» избирателей. При этом, для победы во втором туре выборов достаточно простого большинства (побеждает кандидат, набравший наибольшее число голосов).

## Состав кантона
Новый кантон в составе округа Тулон сформирован 22 марта 2015 года на территории части одноимённой коммуны, которая ранее была поделена между двумя кантонами: Ла-Сен-сюр-Мер и Сен-Мандрие-сюр-Мер (оставшаяся часть коммуны передана в состав вновь образованного кантона Ла-Сен-сюр-Мер-2).
С марта 2015 года площадь кантона — ? км², включает в себя бо́льшую часть коммуны Ла-Сен-сюр-Мер, население — 53 263 человека (из общей численности населения коммуны, равной 63 902 человека), плотность населения — ? чел/км² (по данным INSEE, 2012).
| Коммуна        | Французское название | Площадь, км²                | Население, чел. (2012)         |
| -------------- | -------------------- | --------------------------- | ------------------------------ |
| Ла-Сен-сюр-Мер | La Seyne-sur-Mer     | Кантон: — ? (всего — 22,17) | Кантон: 53 263 (всего: 63 902) |